# Scarabaeus radama
Scarabaeus radama là một loài bọ cánh cứng trong họ Bọ hung (Scarabaeidae).